# Севрська порцелянова мануфактура
48°49′43″ пн. ш. 2°13′21″ сх. д. / 48.82861111° пн. ш. 2.2225° сх. д.

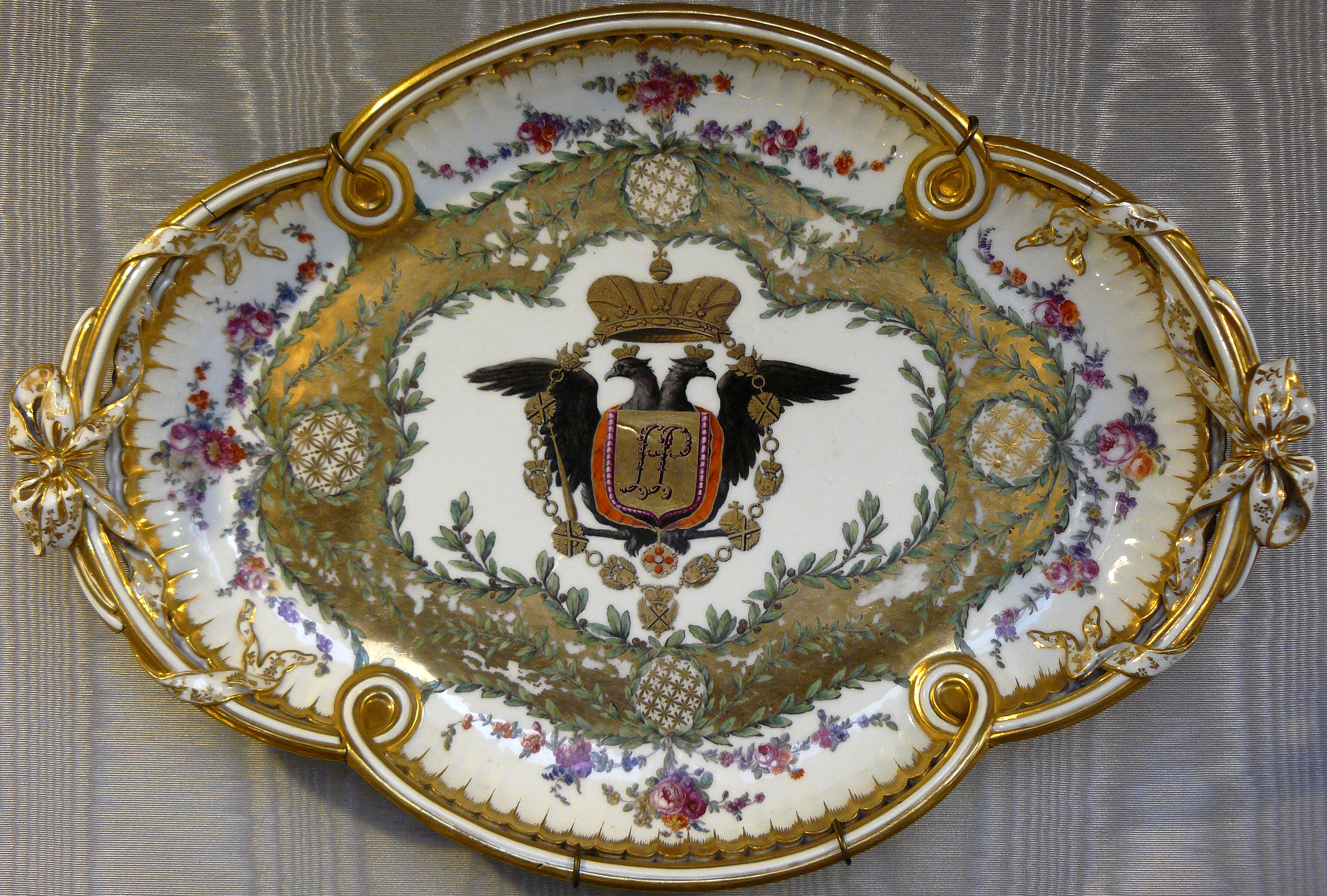

Севрська порцелянова мануфактура (фр. Manufacture nationale de Sevres) — порцелянова мануфактура, одна з найвідоміших порцелянових мануфактур світу. Розташована в місті Севр, департамент О-де-Сен, Франція.

## Історія

### Заснування
За сприяння короля Франції Луї XV та його офіційної фаворитки маркізи де Помпадур в містечку Венсен засновано порцелянову мануфактуру.
Це не єдина мануфактура країни. В 1-й половині 18 століття у Франції діяли порцелянові мануфактури у Меннесі, Сен-Клу, Шантійї.

### Втручання маркізи Помпадур

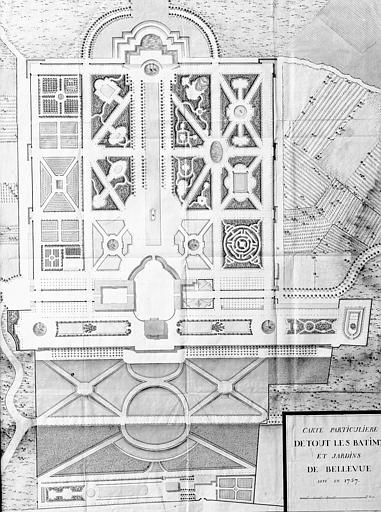
Парк і палац Бельвю біля Севра.

На прогулянці біля містечка Севр маркізі сподобався пагорб, з якого було добре видно Сен-Клу і Версаль. Могутня на той час Помпадур наказала побудувати на пагорбі палац Бельвю.
Проект створив архітектор Ландюро́, до оздоблення залучили художників Ванлоо і Франсуа Буше, сад розпланував сам Деліль.
В перший візит Луї у Бельвю маркіза повела нудьгуючого короля в сад. Їх зустріла безліч квітів, що наповнили повітря духмяними ароматами. Король нахилився і здивувався: квіти були з порцеляни, а в їх порожнинки були налиті парфуми.
Аби здивувати короля новою атракцією, маркіза і наказала перевести порцелянову мануфактуру з Венсену у Севр. Втручання маркізи Помпадур було досить благодійним для виробництва. Її не вдовольняла якість севрської порцеляни, і для поліпшення виробництва було побудовано нове приміщення за проектом архітектора Ленде́. Воно простяглося на 130 метрів, поряд були сади. Маркіза навіть не поскупилася на фонтани. Модельєрами на мануфактуру залучали найкращих скульпторів Франції. Серед них був і уславлений Етьєн Моріс Фальконе.
З 1759 року Севрська мануфактура стала Королівською.
Виробництво в Севрі зросло, а якість — наздогнала якість порцеляни Китаю і навіть Мейсена.
Замову на сервіз майстри Севра отримали і від імператриці Катерини ІІ. У 1778—1779 роках для неї створили «сервіз з камеями». Імператриця була прихильницею камей і пристрасно збирала їх. На своєму сервізі вона побажала бачити камеї теж. Сервіз зберігає музей Ермітаж.

### Роки Першої республіки й Першої Імперії
Уславлений Єгипетський сервіз в стилі ампір для Наполеона Бонапарта у 1807 році також створили майстри Севрської порцелянової мануфактури.

## Вироби мануфактури

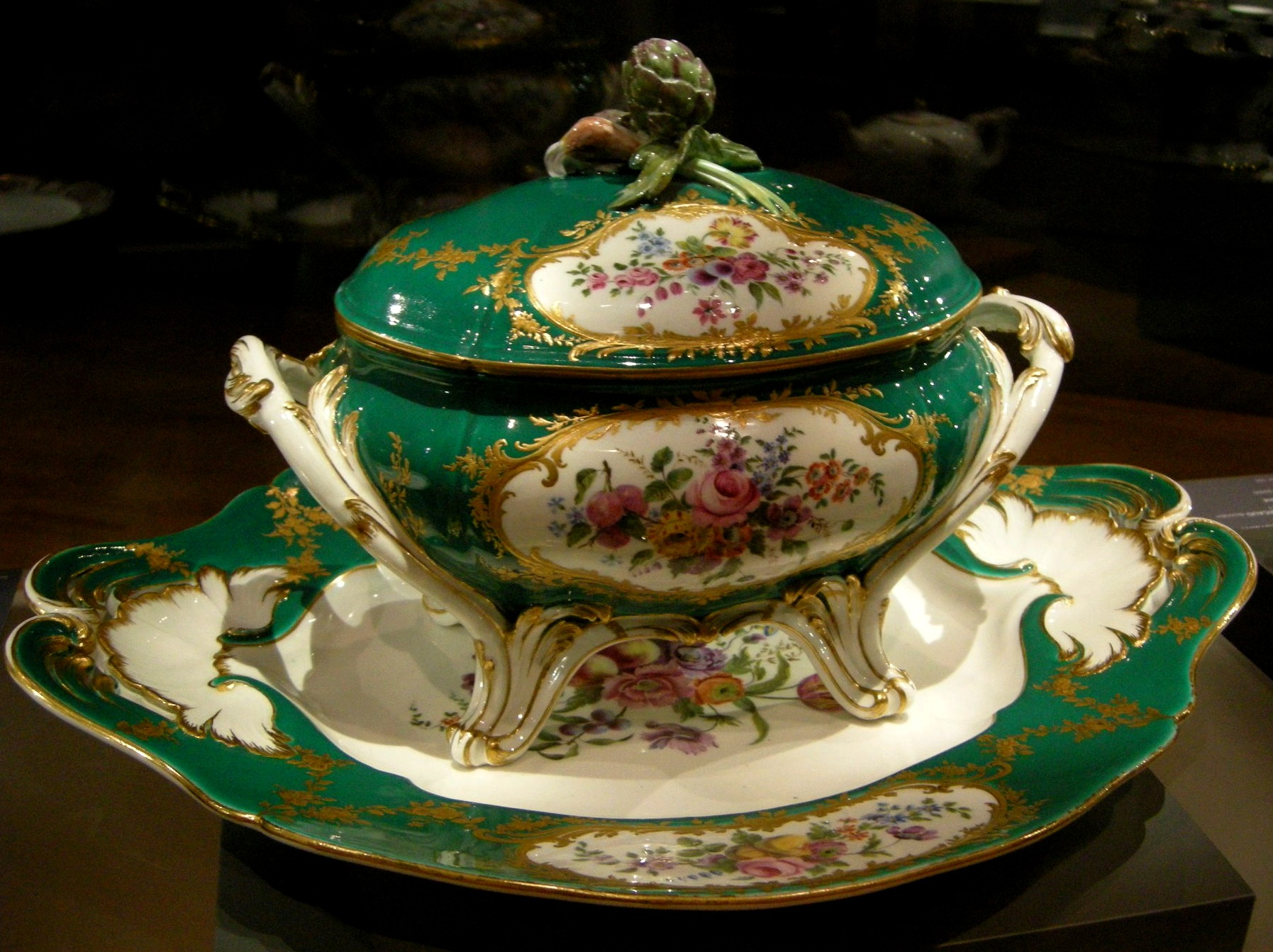
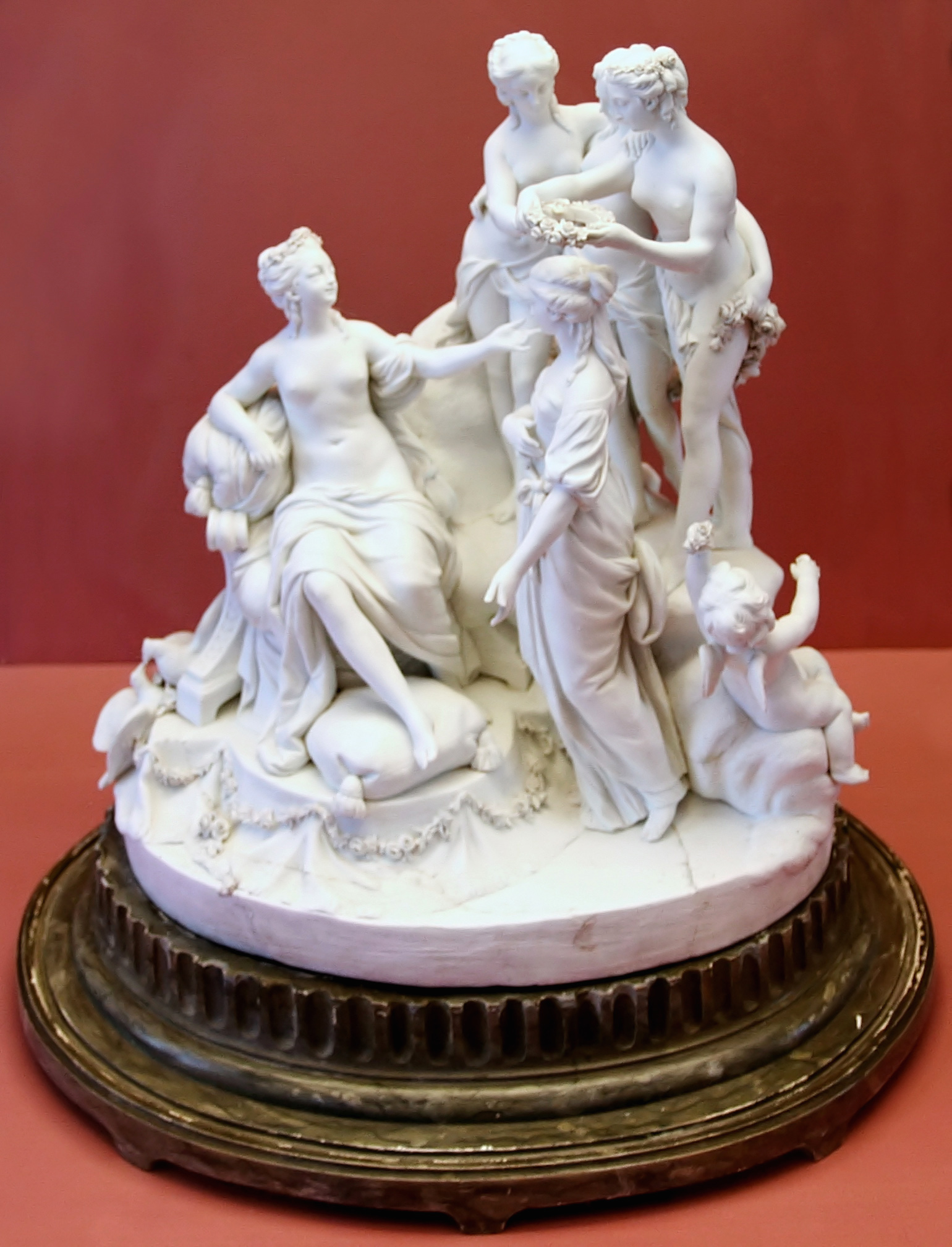
Ґрації за розпорядженням Венери коронують Вроду. За терракотовою моделлю Л.-С. Буазо
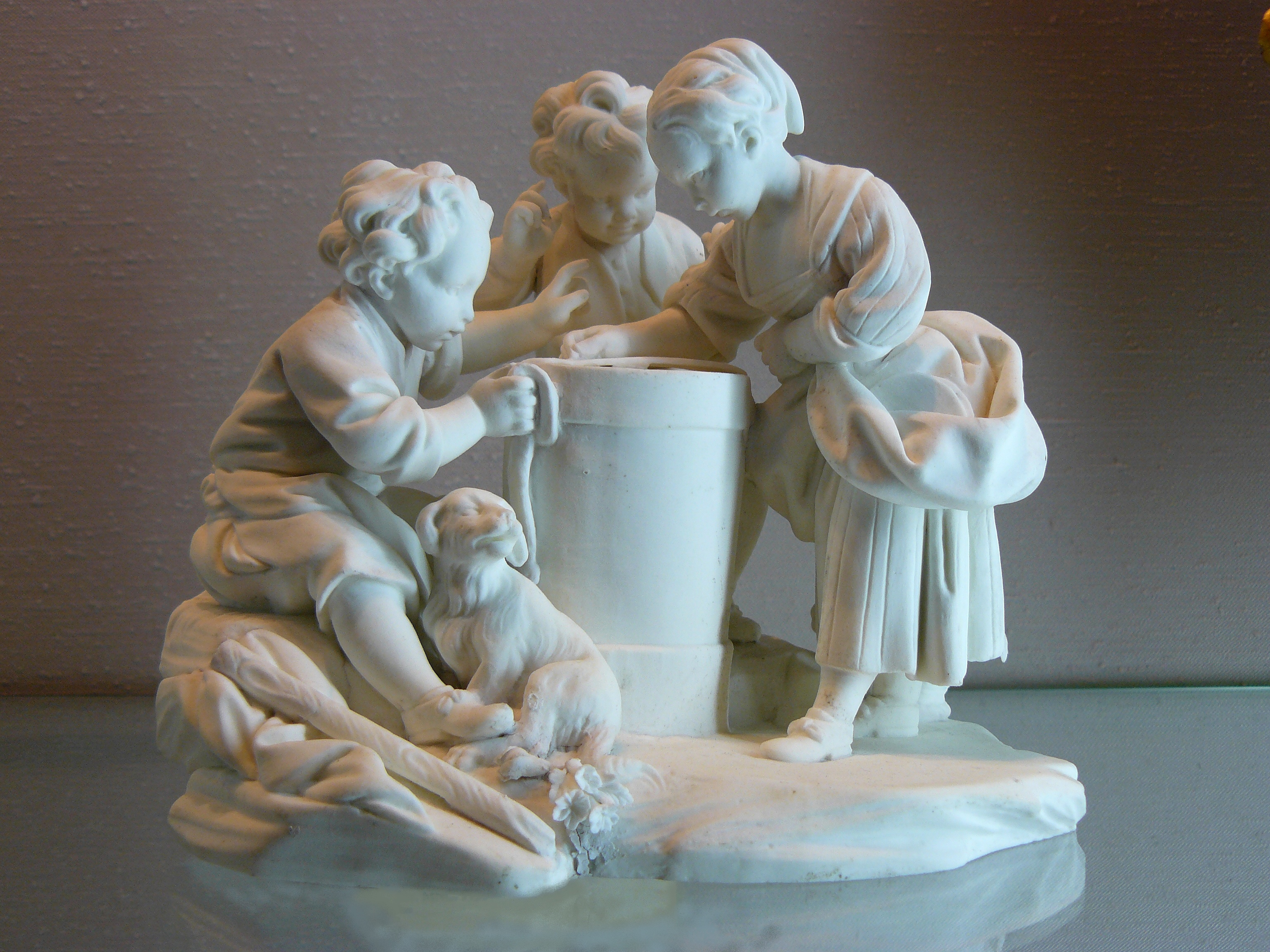
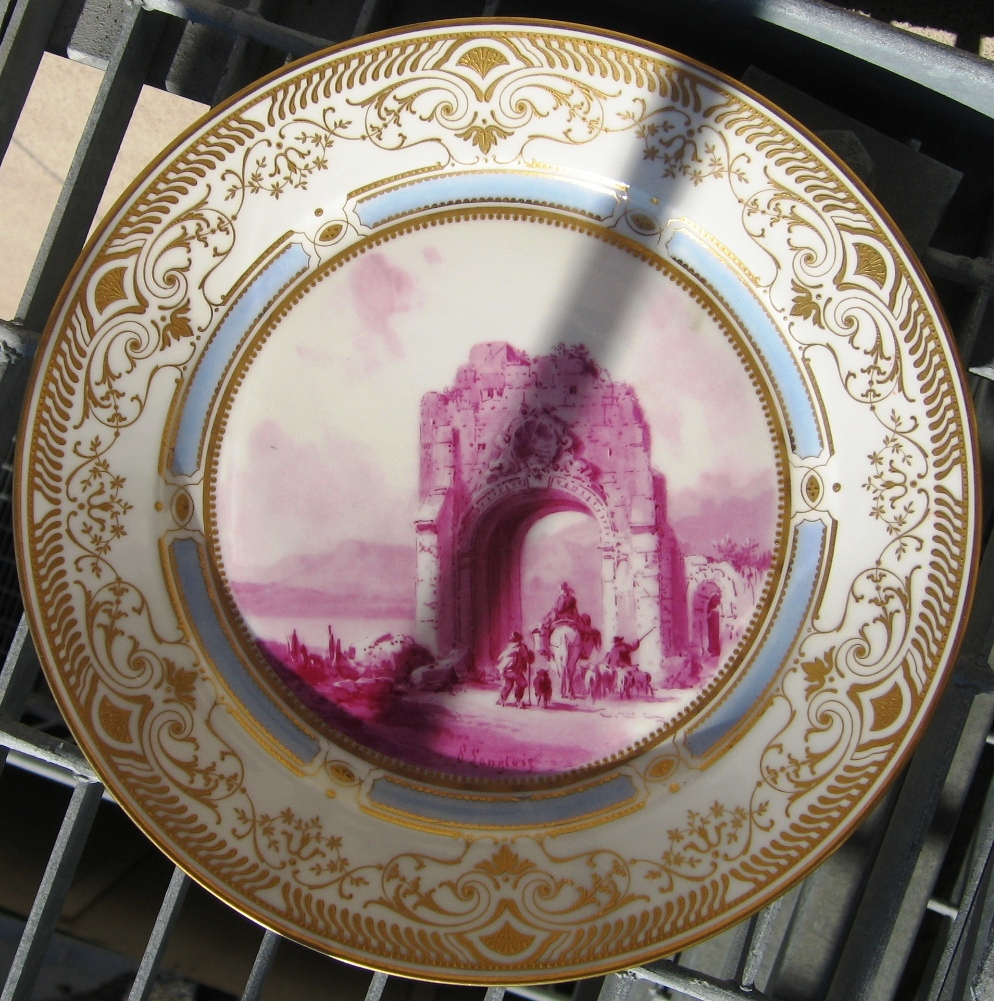
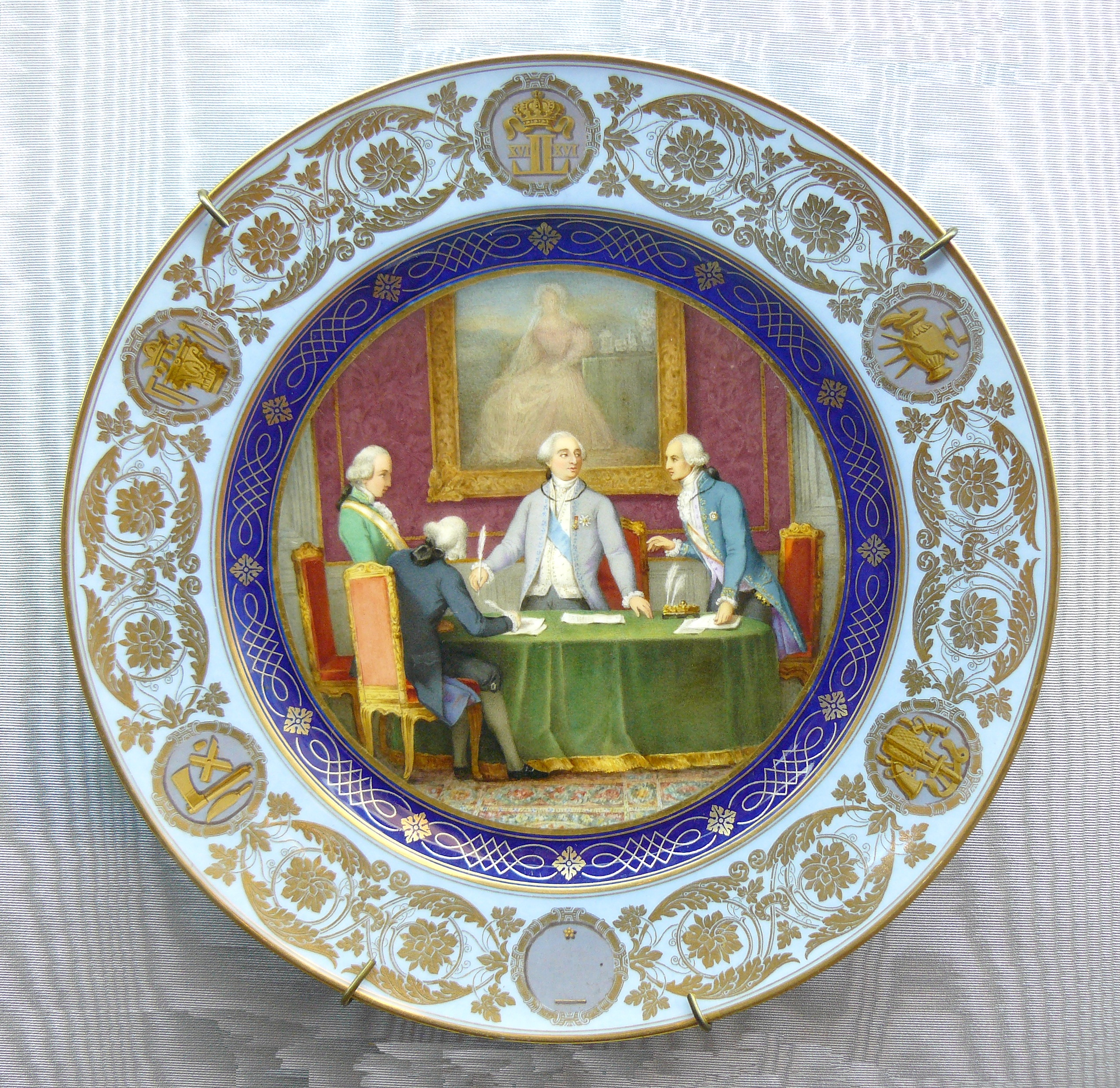
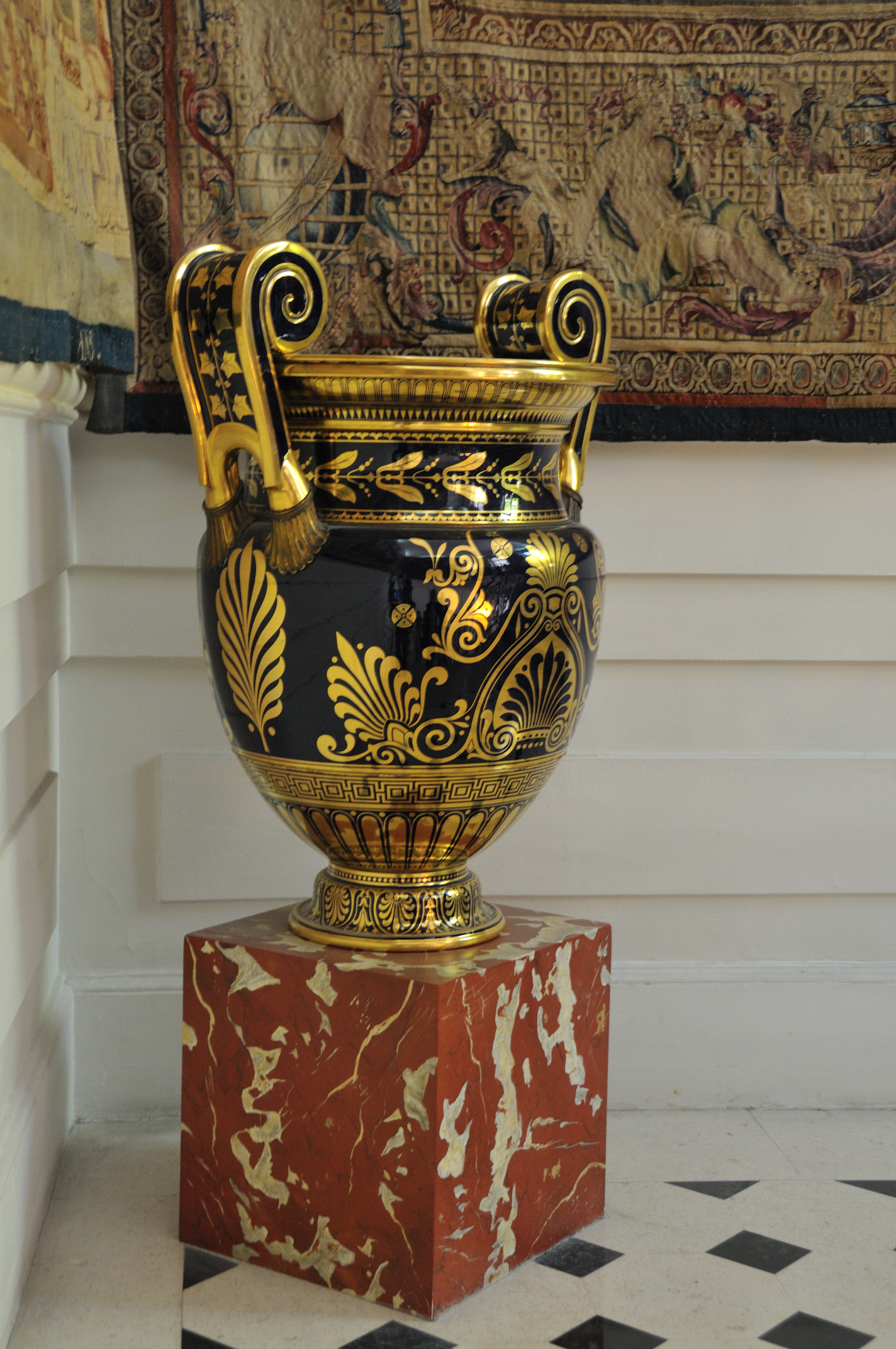
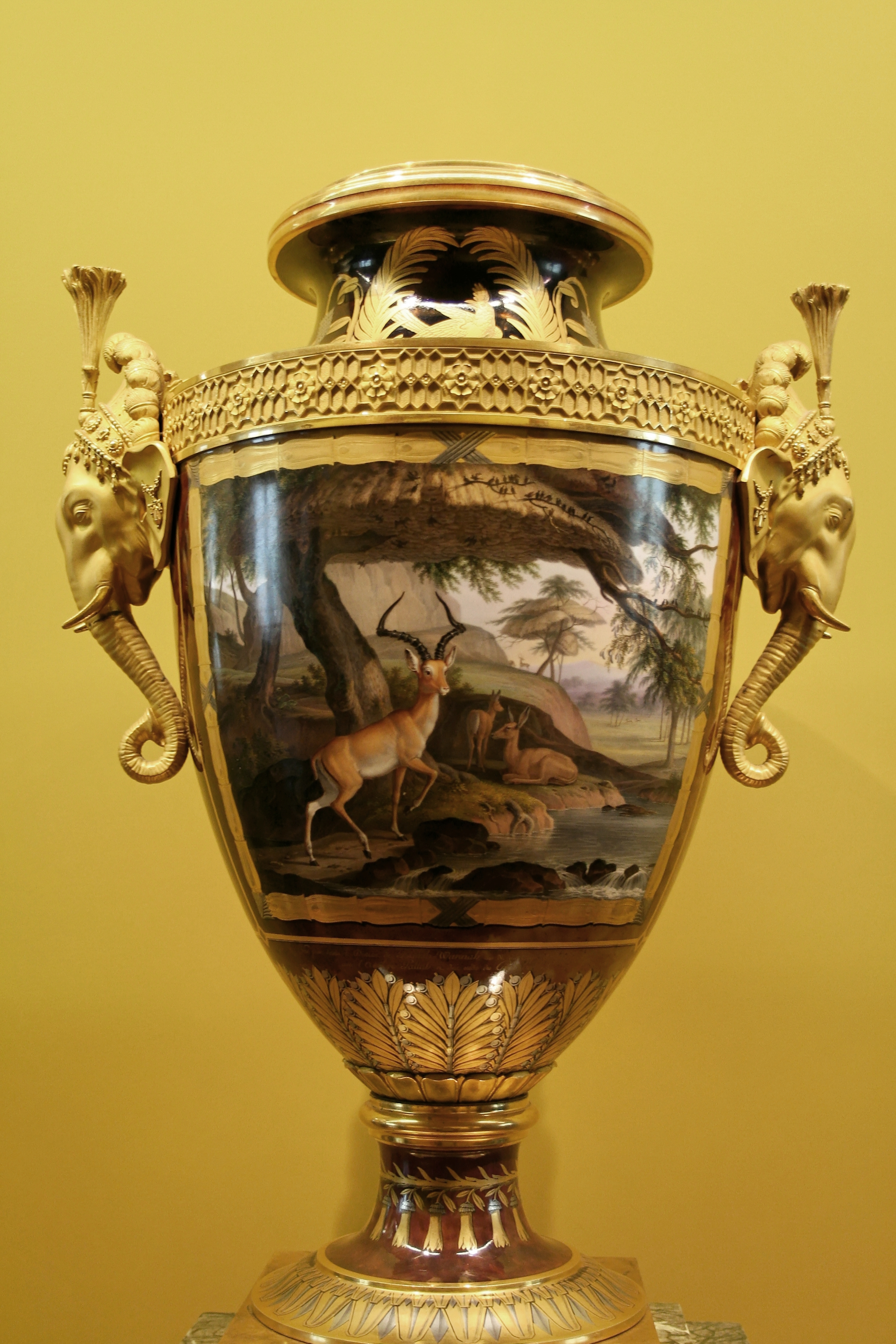
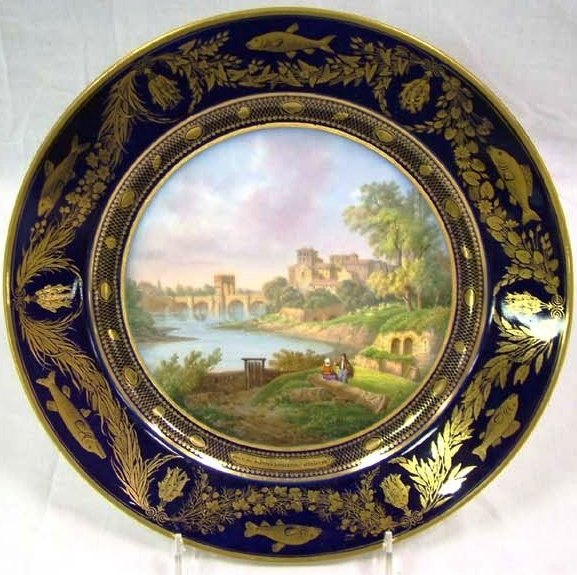

## Дизайн декору для порцеляни 19 ст

Проєкт декору для порцеляни, Севр, Франція, 1892 р.Проєкт декору для порцеляни, Севр, Франція, 1892 р.
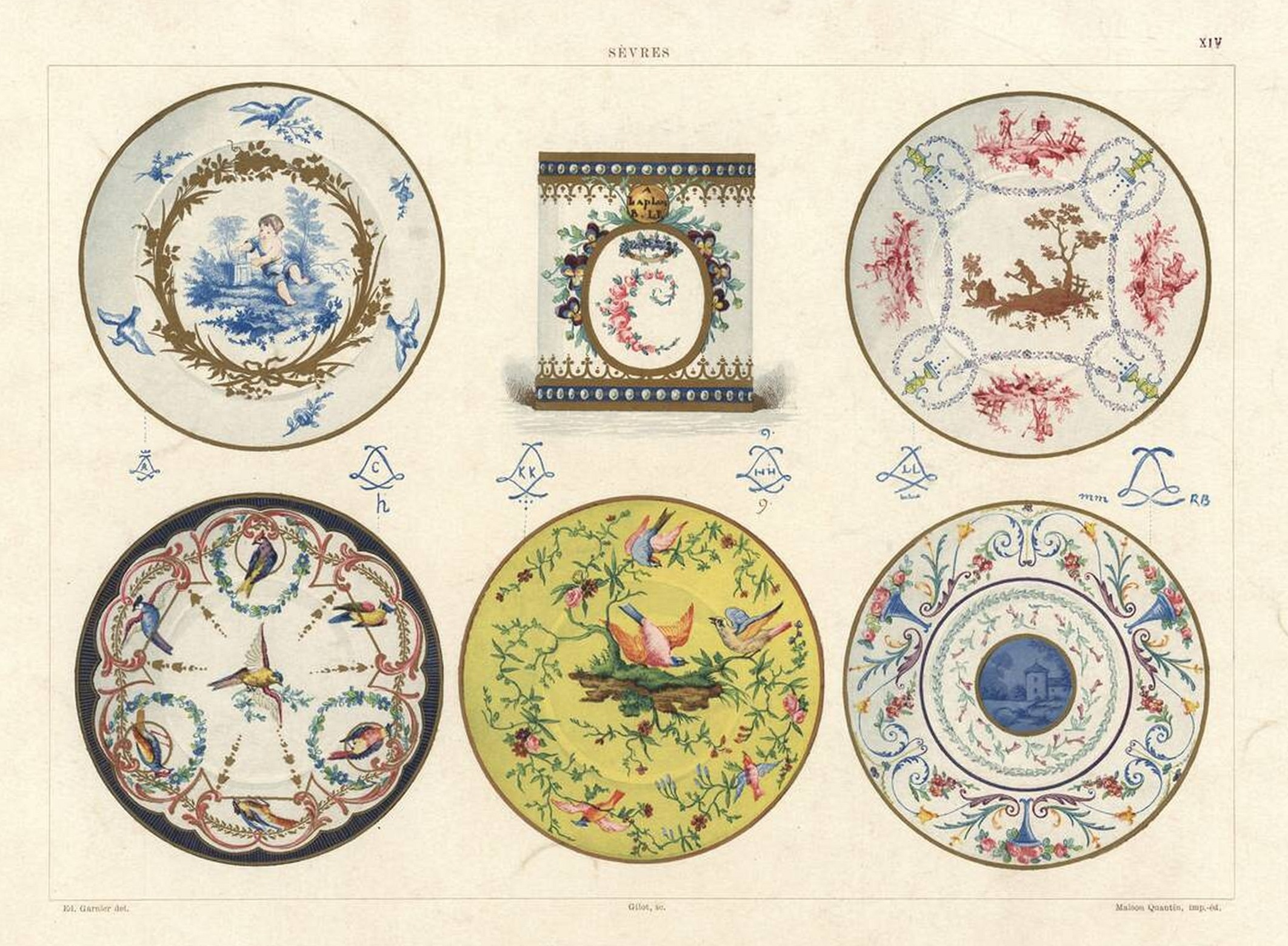
Дизайн декору для м'якої процеляни, Севр, Франція, 1892 р.
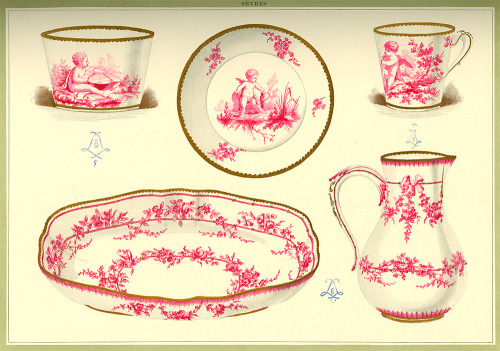
Дизайн декору для м'якої процеляни, Севр, Франція, 1892 рік.